# Project A
 'A' gai waak (chinês tradicional: A 計劃; pinyin: A Jìhuà; jyutping: A Gai3 Waak6; inglês: Project A ou Jackie Chan's Project A; br: Projeto China) é um filme de Hong Kong lançado em 1983, dos gêneros artes marciais/ação, dirigido por Jackie Chan e protagonizado por Chan, Sammo Hung e Yuen Biao.

## Sinopse
Neste filme, que se passa na Hong Kong de 1900, Chan interpreta o papel do marinheiro Dragon Ma. Na época, a marinha tinha uma rivalidade com a polícia, mas Jackie e seus marinheiros são obrigados a fazer parte da polícia e perseguir assim os piratas.

## Elenco
- Jackie Chan .... Sargento Dragon Ma Yue Lung
- Sammo Hung .... Zhuo Yifei aka Fei
- Yuen Biao .... Inspetor Hong Tin-tsu (sobrinho do Capitão Chi)
- Lee Hoi San .... Sr. Lee Chow Kou
- Kwan Hoi-San .... Capitão Chi
- Dick Wei .... Pirata chefe Lor Sam Pau / San-po
- Mars .... Big Mouth / Mars (equipe de dublês de Jackie Chan)
- Isabella Wong (Wong Man-Ying / Winnie Wong) .... Winnie Chi
- Tai Bo .... Tai Bo
- Lau Hak Suen .... Almirante Shih
- Wong Wai .... Chou Wing Ling
- Hon Yee Sang ....- Chiang
- Ng Min Kan .... Pirata
- Kwan Yung Moon .... Pirata
- Chan Chi Fai .... Pirata / Policial
- Law Ho Kai .... Gerente do clube
- John Cheung (Cheung Ng-Long) .... Ajudante do clube (equipe de dublês de Jackie Chan)
- Wan Faat .... Ajudante do clube (equipe de dublês de Jackie Chan)
- Wu Ma .... Mahjong cheat
- Benny Lai (Lai Keung Kuen) .... Guarda Costeira (equipe de dublês de Jackie Chan)
- Lola Forner .... filha do almirante britânico